# ドルフィー・ドリーム
ドルフィー・ドリーム（Dollfie Dream）とは、株式会社ボークスによって製造、販売されているPVC製の一般向け球体関節人形である。DDと略されることもある。

## 概要
2003年8月発表開始。主として女性をターゲットにしたスーパードルフィー（SD）に対し、主に男性をターゲットとして企画されたドールシリーズである。
先行して発売されていたスーパードルフィー（SD）やミニスーパードルフィー（MSD）が女性向けの色合いの強いフランス人形の延長に位置付けられるような完成モデル・ドレスやパーツの展開が成されているのに比較して、本シリーズは、アニメやゲームのキャラクターを再現した完成モデルが多いのが特徴となっている（オリジナルモデルも発売している）。スーパードルフィーシリーズ同様カスタマイズドールの素材としても発売。

## 特徴
- 現在一般素体として発売されているのは女性型モデルのみだが、限定モデルでは男性キャラクターも発売している[1]。

- 発売開始直後のバリエーションは成人女性体型のDDのみだったが、2007年05月04日に幼児体型タイプのミニ・ドルフィー・ドリーム（Mini Dollfie Dream）（MDD）、2008年12月7日にDDのプロポーションを変更したドルフィー・ドリーム・ダイナマイト（Dollfie Dream Dynamite）(DDdy)、2010年09月19日にはDDより半頭身ほど低いモデルドルフィー・ドリーム・シスター（Dollfie Dream Sister）（DDS）が発売された。2017年10月27日には、DDSとMDDの中間の身長モデルで、内部フレームを一新したドルフィー・ドリーム・プリティ(Dollfie Dream Pretty)が発売。世代ごとの概要は下記を参照。

- 改造・自作用の素体の販売があり、体格を変えるためのパーツも販売されている。ボディの色はフレッシュ（旧ノーマル。オビツボディの「ホワイティ」に相当）とホワイト[2]、セミホワイト、タン（以前は褐色）の4種類が存在するが、素体はタン以外の三種が発売されている。MDDに関しては、限定モデルでホワイトが発売されているが、素体としては発売されていない。DD-f³素体に移行した際にホワイトは廃止されている。

- 衣装とシューズはDD・DDSはSD、MDD・DDPはMSDとの共用も可能で、サイズが合えば同スケールの他社の衣装も着せ付けることもできる。ただしDDdyは体格の関係上サイズの合わないものがある。シューズに関しては、DDは一部サイズが合わないものがあるが、MDD・DDPに関しては、多少長さが異なるものの、オビツ50用の靴を履くことが可能なサイズとなっている。
- ウィッグは専用サイズの商品が発売されているほか、SD用や他社製（ウィッグキャップの円周長が8〜9または9〜10インチ）のウィッグを流用する事も可能。ただし、ヘッドによってはサイズが合わないものがあるため、ヘッドキャップで調整する必要がある。

- ユーザーのコーディネイト用にヘッドパーツが発売されており、それぞれアイホールオープン、クローズ2種類のタイプがある。限定のメイク済みヘッドや、1/6スケールと同じ仕様である植毛タイプも発売されていたが、現在は絶版である。

- DDにはスタンダードモデルのほかに店頭限定モデルであるD’COORD（ディーコード）があるが、店頭販売モデルのほかにユーザーがコーディネートできる受付発注モデルもある。ノーマル肌は年間を通しての販売だが、10月～3月はセミホワイト、4月～9月はD’COORD限定のタンモデルとなる。オプションも店頭限定販売となる。

- ハンドパーツについてはノーマルハンドとデカハンドの2種類の大きさのハンドが発売されており（造形自体はそれぞれ異なる）、デフォルトハンドのほかに、「握り手（グー）」・「開き手（パー）」・「指差し手」・「Vサイン（チョキ）」・「持ち手」・「細持ち手」・「キラリン（DDのみ）」「開きグー」がある。DDホワイトのハンドバリエーションは素体発売後暫くのあいだ発売されなかったが、2009年8月23日開催のホームタウンドルパでの先行発売のあと、店頭発売している。セミホワイトのハンドパーツに関しては、素体の発売と同時にラインナップに加わっている。店頭限定のハンドパーツも発売。

### 欠点
- 外皮はPVC製である関係上色素の侵食現象が起こりやすいため、頻繁に着せ替えを行うか外皮を保護する必要がある[3]が、万一色移りしてしまった場合該当部分の交換が必要となる。後にドリームレスキューと呼ばれるクリーム状の除去剤が発売され、ある程度であるが色素の除去が可能になった。現在では色移りを防ぐために濃い色の衣類の裏地に白地の布を縫いこむなどの対策を施している。

- DD2発売当時、可動フレームのパーツ販売はされておらず、関節を破損した場合はフレーム補修もしくは素体ごと交換する必要があったが、DD3系に変更された際外皮込みのフレームパーツ売りに変更された。また、各関節の多くがはめ込み式で、前腕が外れやすいという欠点もDD3系まであった。DD-f³では受け部分に極小のねじを築き、簡単に太さの調節を行えるようにしたり、ジョイントに返しを築けることで脱落を防止している。頭部ジョイントもDD3まではバネでテンションを調節していたため破損が多かった。

- MDDは発売当初、手足首の内部フレームの破損が起きやすく、スプリング内蔵の首ジョイントにヒビが入りやすいという問題を抱えていたが、初期の段階で構造を見直したMDD2に切り替わっている。また、外皮に対して手足のフレーム軸が長いため、デフォルトのままでは僅かに軸が露出する。それが気になる場合は、軸の長さをニッパーなどで切り詰める加工が必要になる。MDD3に切り替えた際にそれらの問題はほぼ解消されている。

### 販売方法
- DDの流通はイベント販売（ドールズパーティーやドールショーなど）とドールズパーティー直後にイベント会場に行けないユーザーを対象に、ボークス直営の店舗[4]と通販（テレホンショッピング（通販隊）・ウェブストア）で行われるドルパアフターイベントに限られているため、イベント開催機会や直営店の配置が首都圏や一部大都市圏に集中していることもあり、直営店舗が近くにない地方のユーザーは通販などに頼るしかないのが現状といえる。
- DD系の完成品は上記の通り限定品であるため、時期を逃してしまうと入手ができなくなる商品がほとんどである[5]。人気商品ともなると僅か数時間、通販のカート販売に至っては数分で売切れてしまう場合があり、入手困難になってしまうものも少なくない。ただし最近ではウェブや店頭で受付生産もしている商品も増えているため、以前のように入手困難の状態になることは少なくなっている。人気の高い商品の場合は再生産される場合もあるが仕様変更されるものが多い。

## 素体の歴史

### DD1系
- 球体間接ドールと同様に内部にテンションゴムを使用した関節を用いていた最初期のモデル。ただしSDのような硬質ウレタン製ではなくソフトビニール製[6]であるため関節の保持力が弱く、ユーザーからも不満の声が挙がっていた。そのため、ベースボディ2以降は内部に可動フレームが内蔵された。
- ボークス純正のアダプターを使用すればベースボディ2、3用の頭部パーツを旧型のベースボディ1に装着することは可能。体形の差もないため、衣装の流用も可能だった。ちなみにDD1には指が細めに造形されたハンドが同梱されていた。これは手袋を着用するためのもので、手袋で手首が大きくならないように見せるための仕様だった。

ラインナップ
- ドルフィードリーム1（DD1）※2003年8月10日発売。SDの衣装を着せ付けることが可能だが、一部腰周りのサイズが合わないものがある。

### DD2系
- 樹脂製可動フレーム（DDIF(Dollfie Dream Inner Frame)）が採用されたモデル。フレームは主にABSを使用し剛性を確保[7]、はめ込みである肘や手足首を除いてネジ止めの関節となっている。それに従い、外皮のソフトビニールも柔らかい素材に変更された。
- 今世代からバリエーションとしてDDdyがラインナップに追加、これはベースボディ2の外殻部品を変更したもので、体型（胸部・腰部・大腿部）と上下半身の分割部分が大幅に変更された。なお、素体単体、各部品の単品発売（胸部パーツのみ）については2009年10月の24・25日開催のDDギャザリングで先行発売し、後に一般発売されている。
- 完全新規であるMDDには最初から専用のDDIFが採用されているが首や手足のジョイントが破損しやすかったため、早い段階で改良したMDD2に移行している。
- 外皮の別売りも発売開始され、胸部パーツやハンドパーツも数種類発売された。ただしフレーム単体での発売はされていない。
- 外皮の色が白寄りのホワイトも発売されたが、MDDでは限定モデルでの採用に留まっている。

ラインナップ
- ドルフィードリーム2（DD2）※2004年12月05日発売。
- ドルフィードリームダイナマイト（DDdy）※2008年12月7日発売。体型上、胸周りと臀部周りに余裕のある衣装でなければ着せることは出来ない。
- ミニドルフィードリーム（MDD1、2）※2007年05月04日発売。MSDサイズの衣装やオビツ50の衣装を着せ付けることが可能。

### DD3系
- DDSをはじめとする新設計のフレームを採用したモデル。フレームにボルトとナットを組み合わせた関節構成となり、肩関節の改良も行っている。素材もABSに加え、ポリアセタール（POM）を採用し強度を高めている。前世代DDとの互換性も確保されている。
- ノーマル・ホワイト・セミホワイトの順で発売。かつて限定で発売されていた褐色（のちのタン）も店頭限定ながらも発売されている。ハンドパーツもデカハンドや店頭限定のものが発売された。
- DD2は外装のみだったものをフレーム込みのパーツ販売に変更したため破損時の部分補修がし易くなった。ホワイトの各パーツも発売されたが、ベースボディは発売されていない。
- DDSは身長50cm強と抑えることで高校生相当の中性的な体型を再現を目指したもので、関節構造の変更による可動範囲の拡大と保持力の強化が成されている。ただし初期のものは肩と股関節の受け（リング側）が割れやすかったため、二次生産からは受け側の肉厚を厚くしたモデルに変更された。
- フレームと外殻パーツはDD3との互換性があるため、それぞれのパーツを組み合わせることでキャラクターの身長を調節することが可能。ドレスもDDのものを流用することができる。
- DDを元にして男性用素体であるドルフィー・ドリーム・（シスター・）ボーイ（Dollfie Dream （Sister） Boy）が2016年に発売。これは女性のDDユーザーをターゲットにしたもので、体格も男性に合わせて一部外皮が新規となっている。

ラインナップ
- ドルフィードリーム（DD3）※2011年07月31日発売。
- ドルフィードリームダイナマイト（DDdy）※2012年03月11日発売。
- ドルフィードリームシスター（DDS）※2010年09月19日発売。男性素体は2016年8月7日発売。衣装はDD・SDから流用可能。ハンドなどのパーツ類もDDから流用可能で、パーツ交換で身長差を出すこともできる。
- ミニドルフィードリーム（MDD3）※2012年05月06日発売。

### DD-f³
- 限定モデルとして先行発売したDDPに合わせてDD系も素体を一新、DD-f³（ドルフィードリームエフキューブ）仕様となった[8]。内部フレームはメンテナンスと強度・可動を見直したf³ （エフキューブ。FREEDOM（自由度（拡張性））、FASHION（ファッション）、FUTURE（先見性）の3つの頭文字をあわせた名称）フレームを採用、DD3系での欠点だった関節の抜けが解消された。またパーツ脱着や関節調整が容易となりメンテナンスも向上している。頭部や手首など一部前世代DD系との互換性を持つが、内部フレームおよび外皮は一新されているため完全互換とはならない。DD（S） Boyのf³版もドリームチョイス限定ながらも発売している。
- DDPはDDSより頭半分ほど小さめの身長（45ｃｍほど）で、中学生の体格を再現している。内部フレームはDD系やMDDと大きく異なっており、各部ジョイントも異なる仕様であるが一部の互換性は確保している。
- MDD系で新たな素体である『もちあし』が2020年9月に発売された。下半身の外皮がふくよかなものに変更され、手首がデカハンド仕様である以外はMDDと同じである。そのため脚部の強度が問題視されていたが二次生産分以降フレームの一部を改良することで対応している。足首が大型化しているためSD・DD用のシューズや靴下を履かせることになるが一部のMSD（MDD）のシューズにも対応する。日本語ネーミングである理由は、意外性を持たせるためにあえて日本語にした、とのこと。

ラインナップ
- ドルフィードリーム（DD f³）
- ドルフィードリームダイナマイト（DDdy f³）
- ドルフィードリームシスター（DDS f³）
- ミニドルフィードリーム（MDD f³）
- ドルフィードリームプリティ（DDP）※2016年10月14日発売[9]。MDD・MSDの衣装（それに準じるサイズの衣装も可）、シューズの着せつけが可能。ハンドパーツは全サイズとの互換性を持つ。胸部パーツはMDDとの互換性がある。
- ミニドルフィードリームもちあし（MDD f³m）※2020年9月発売。DDPとは逆に素体が先に発売した。後にもちあしに付属しているものと同様のハンドパーツ（MDDデカハンド）が発売。

## 発売された完成モデル
※各スタンダードモデル（通常版）、期間限定の完全受注のモデル以外はすべて限定モデル。
※DD1、DD2、DD3はそれぞれの世代のドルフィードリームベースボディ、MDDはミニドルフィードリーム1・2、MDD3はミニドルフィードリーム3、DDdyはドルフィ・ドリーム・ダイナマイト、DDdy2はドルフィ・ドリーム・ダイナマイト2、
　DDSはドルフィードリーム・シスター、DDPはドルフィードリーム・プリティの略。なお、DDP以外の第４世代DD系には最後に「f³」が付く。肌の色はそれぞれの項に記入（無記入はフレッシュ（旧ノーマル））。
※以下、受注モデルについては受注開始日を基準として記載する。
| 発売日         | 発売モデル |
| -------------- | --- |
| 2003年08月10日 | 未来 (DD1) キャンディ (DD1) |
| 2004年02月29日 | 綾波レイ・水着 Ver. (DD1) |
| 2004年05月02日 | 綾波レイ・転校生 Ver. (DD1) |
| 2004年08月01日 | 朝倉音夢 (DD1) |
| 2004年12月05日 | 未来II (DD2) キャンディーII (DD2) 朝倉音夢 兄さんのYシャツ Ver. (DD1)                                                                                    |
| 2005年01月01日 | 堕天使ララ (DD1) |
| 2005年03月21日 | シリウス (DD1) |
| 2005年05月23日 | シリウス Product Model (DD2) 社霞 Ver.Original GOTH (ホワイト) (DD2)                                                                                     |
| 2005年07月23日 | サンジー (タン) (DD2) |
| 2005年08月21日 | フェミ (DD2) シェリー (DD2) 白川さやか (DD2) 白川ことり (DD2)                                                                                            |
| 2005年12月25日 | 白河ことり ふたりでサンタ (DD2) 白河さやか ふたりでサンタ (DD2) 朝倉音夢 メモリアルウェディング Ver. (DD2)                                               |
| 2006年05月05日 | 朝倉音夢 メモリアルウェディング Ver. アニメティックアイ (DD2)                                                                                            |
| 2006年08月20日 | ユミ (DD2) キョウコ (DD2)(ホワイト) |
| 2006年12月24日 | 向坂環 (DD2) 小牧愛佳 (DD2) |
| 2007年03月18日 | 涼宮ハルヒ (DD2) |
| 2007年05月04日 | 大空寺あゆ (MDD) 玉野まゆ (MDD) ※この2体のみMDD I仕様 |
| 2007年08月12日 | フィーナ・ファム・アーシュライト (DD2) エステル・フリージア (DD2) 柚原このみ (MDD)                                                                       |
| 2007年10月20日 | アオイ (スタンダードモデル) (DD2) ユキノ (スタンダードモデル) (DD2)                                                                                      |
| 2007年12月23日 | 未来 (MDD) キャンディ (MDD) 長門有希 (DD2) 朝比奈みくる (DD2)                                                                                            |
| 2008年02月02日 | 志野(DD2) |
| 2008年03月16日 | 千堂 瑛理華 (DD2) 紅瀨 桐葉(DD2) |
| 2008年04月27日 | セイバー (DD2) |
| 2008年05月03日 | エクセレン・ブロウニング(DD2)、ラトゥーニ・スゥボータ (MDD) ラトゥーニ・スゥボータ Black costume Ver. (MDD)                                              |
| 2008年08月03日 | 綾波レイ メイドドレスver. (DD2)(ホワイト) 惣流・アスカ・ラングレー メイドドレス Ver. (DD2) アル・アジフ (MDD) (ホワイト) エセルドレーダ (MDD) (ホワイト) |
| 2008年10月25日 | 冥土へ誘うもの アイリ (DD2) マーヤ (DD2) (ホワイト) |
| 2008年12月07日 | 関羽雲長 (DDdy1) (タン) 呂蒙子明 (DDdy1) セイバー・オルタ (DD2) (ホワイト)                                                                               |
| 2008年12月28日 | エスカレイヤー (DDdy1) (コミックマーケット＆SR受注生産モデル)●                                                                                           |
| 2009年03月22日 | 高町なのは (DD2) イリヤ (MDD) |
| 2009年05月05日 | 遠坂 凛 (DD2) フェイト・テスタロッサ・ハラオウン (DD2)                                                                                                   |
| 2009年07月     | ヨーコ (DDdy1)● ニア (DD2)(ホワイト) ● |
| 2009年08月23日 | 久寿川ささら (DDdy1) ルイズ (MDD) |
| 2009年10月24日 | モエ (DD2) ナツキ (DD2) |
| 2009年12月06日 | 泉戸ましろ (DD2) 不知火 舞 (DDdy1) |
| 2010年01月06日 | 森川由綺 (DD2)● 緒方理奈 (DD2) ● |
| 2010年03月14日 | 平沢 唯 (DD2) 秋山 澪 (DD2) |
| 2010年05月04日 | 間桐 桜 (DD2) アルナ (DDdy1) 右代宮真里亞 (MDD) |
| 2010年08月01日 | 真希波・マリ・イラストリアス (DD2) 瓜生桜乃 (DD2) 天羽みう (DDdy1)                                                                                       |
| 2010年09月19日 | 博麗霊夢 (DDS)● 霧雨魔理沙 (DDS) ● |
| 2010年12月12日 | セイバー・リリィ (DD2) アルナ White Christmas Ver. (DDdy1)                                                                                               |
| 2011年03月13日 | ベアトリーチェ (DD2) 能美クドリャフカ (MDD) |
| 2011年04月30日 | ネリス (DD2) エアリィ (DD2) |
| 2011年07月31日 | 十六夜咲夜 (DD3) アキラ (DDS) |
| 2011年08月13日 | モエ 2nd Ver. (DD3) |
| 2011年09月23日 | セイバー Fate/EXTRA Ver. (DD3) セイバーオルタ 2nd Ver. (DD3)                                                                                             |
| 2011年10月22日 | アオイ 2nd Ver. (DD3) (スタンダードモデル)■ ユキノ 2nd Ver. (DD3) (スタンダードモデル)■                                                                  |
| 2011年12月18日 | マリコ先生 (DDS) ミルフィオーレ・F・ビスコッティ (DDS)                                                                                                   |
| 2012年03月11日 | ルーシー・マリア・ミソラ (DD3) 新見 遥佳 (DDdy2) |
| 2012年05月06日 | サクヤ (DD3) 久慈川りせ (DD3) チルノ (MDD3) |
| 2012年07月28日 | ナツキ2nd Ver. (DD3) |
| 2012年08月12日 | 真宮寺さくら (DD3) 天海春香 (DDS) 星井美希 (DDS) |
| 2012年10月20日 | マユ (DDS)■ ミイコ (DDdy2)■ レナ (MDD3)■ |
| 2012年12月01日 | KOS-MOS Ver.4 (DD3)● M.O.M.O. (DDS)● |
| 2012年12月16日 | メルティ (DDS) 蒼崎青子 (DD3) |
| 2013年03月10日 | ルーシー・マリア・ミソラ マジカルプリンセスVer.（DD3）(セミホワイト) ナナミ (DDS)                                                                        |
| 2013年04月28日 | アスナ (DD3) 久遠寺有珠 (DDS) |
| 2013年07月14日 | マリコ (DDS) (セミホワイト) |
| 2013年08月04日 | 如月千早 (DDS) 萩原雪歩 (DDS) サクヤ Mode:クリムゾン (DD3)                                                                                               |
| 2013年09月28日 | 初音ミク (DD3)(セミホワイト)● |
| 2013年12月22日 | 夜々 (DD3) エリカ・フォンティーヌ (DD3) |
| 2014年03月09日 | 魂魄妖夢 (DDS) プリズマ☆イリヤ (MDD3)(セミホワイト) |
| 2014年05月05日 | 渋谷凛 (DD3) 神崎蘭子 (DDS)(セミホワイト) |
| 2014年07月21日 | アルナ Magic White Ver.(DDdy2)(セミホワイト) アキラ 2nd Ver.(DDS)(各秋葉原店＆Web限定モデル)                                                             |
| 2014年08月10日 | 菊地真 (DDS) アリサ (DD3) |
| 2014年10月11日 | 未来 (DD3)(セミホワイト)■ キャンディ (DD3)■ ※Memorial Editionも限定発売（服と靴が付属）●                                                                 |
| 2014年11月22日 | シェリル・ノーム (DD3)● ランカ・リー (DDS)● ※2018年5月5日に再発売                                                                                        |
| 2014年12月14日 | 久寿川ささら ホワイトゴシックVer. (DDdy2) メルティ クリスマスVer. (DDS)                                                                                  |
| 2015年02月07日 | 雪ミク (DD3)(セミホワイト)● |
| 2015年03月15日 | 島村卯月 (DDS) |
| 2015年5月6日   | 本田未央 (DDS) シノン (DD3) |
| 2015年8月9日   | キリカ・トワ・アルマ (DD3) アリサ・イリーニチナ・アミエーラ TVアニメVer. (DD3) マリコ 夏祭りVer. (DDS)(セミホワイト)                                     |
| 2016年5月5日   | アルル(MDD) 渋谷凛 シンデレラプロジェクトVer.(DD3) |
| 2016年8月7日   | 鏡音リン(DDS) 鏡音レン（DDS Boy） |
| 2016年10月14日 | 高槻やよい(DDP)● 水瀬伊織(DDP)● アナスタシア(DDS) (セミホワイト)●                                                                                        |
| 2016年12月28日 | フレイア・ヴィオン(DDS) ライダー/アルトリア・ペンドラゴン（サンタオルタ） (DDS) (ホワイト)                                                               |
| 2017年7月29日  | アスナ ティターニアVer. (DD3) キリト（DD Boy） |
| 2017年8月6日   | エミリア(DD3) (セミホワイト) |
| 2017年10月28日 | リリル(MDD)■ カリン (DDS)■ トワ (DDdy2)■ |
| 2017年10月28日 | セイバー/アルトリア・ペンドラゴン(DDS f³)● ジャンヌ・ダルク(DD f³)●                                                                                      |
| 2017年12月17日 | ルリ(DD3) セーラームーン(DDS) |
| 2018年5月5日   | 巡音ルカ(DD3) |
| 2018年7月15日  | 七尾百合子(DDS) |
| 2018年8月19日  | 高垣楓(DD3) |
| 2018年10月22日 | リリル(MDD f³)◎ カリン (DDS f³)◎ トワ (DDdy f³)◎ 未来 (DD未来 (DD f³)(セミホワイト)◎ キャンディ (DD f³)◎ ※DD f³系切り替えのため以前の仕様は絶版となる。  |
| 2018年12月2日  | 9S（ヨルハ九号S型）(DD Boy f³)(セミホワイト)● 2B（ヨルハ二号B型)(DDdy f³)(セミホワイト)●                                                                 |
| 2018年12月16日 | セーラーマーズ (DDS f³) セーラーマーキュリー (DDS f³) |
| 2019年4月28日  | 初音ミク Reboot(DDS f³) (セミホワイト) 桜ミク(DDS f³)(フレッシュ)                                                                                        |
| 2019年8月4日   | ラム(DDS f³) (セミホワイト) レム(DDS f³) (セミホワイト)                                                                                                  |
| 2019年10月12日 | マスター/主人公 女(DD f³)● シールダー/マシュ・キリエライト(DD f³)●                                                                                       |
| 2019年12月14日 | アルル 2nd Ver.(MDD f³) 神崎蘭子 2nd Ver.(DDS f³)(セミホワイト)                                                                                          |

●WEB&SR受注生産モデル　
■スタンダードモデル（生産終了）　
◎スタンダードモデル（現行）